# Widukind de Corvey
Widukind de Corvey était un chroniqueur saxon né en 925 dans une famille noble de Westphalie, moine à l'abbaye de Corvey, sur la Weser. Il meurt vers 980. Il a laissé une Histoire des Saxons (Rerum Gestarum Saxonicarum libri III) qui constitue l’une des sources historiques les plus importantes sur le Xe siècle.

## Biographie sommaire
L'homonymie porte à croire que Widukind était un parent du duc de Saxe Widukind, qui tint longtemps en échec Charlemagne. Vers 942, Widukind entra chez les bénédictins de l'Abbaye de Corvey, alors dirigée par l'abbé Volkmar. Selon une tradition historiographique ancienne, il aurait eu alors 15 ans, ce qui place sa naissance aux alentours de l'an 925 ; mais selon une autre tradition, Widukind aurait été immatriculé comme novice « enfant, âgé entre 6 et 8 ans » (als Knabe von 6 bis 8 Jahren), ce qui place sa naissance entre 933 et 935. Widukind a écrit plusieurs ouvrages, aujourd'hui perdus, avant de composer son Histoire des Saxons en trois livres, entre 967 et 968 (et poursuivie jusqu'en 973) : Widukindi monachi Corbeiensis rerum gestarum Saxonicarum libri tres. Cette somme est dédiée à l’abbesse Mathilde de Quedlinbourg, fille d’Otton Ier, qui gouverne alors en Germanie en l'absence de l'empereur menant une longue campagne militaire en Italie. Widukind a rencontré une trentaine de fois l'empereur au cours de sa vie.

## Histoire des Saxons
Le premier livre raconte l'histoire du peuple saxon des origines au règne d'Henri Ier ; le second, les dix premières années du règne d’Otton Ier, et le dernier la suite des faits jusqu’en 973. L’œuvre a vraisemblablement été composée à partir de 968 pour sa plus grande partie, et complétée après la mort d'Otton Ier.
L’auteur s’attache à retracer l’histoire ancienne du peuple saxon en s’appuyant sur les quelques sources écrites et surtout la tradition orale. Il présente avant tout son œuvre comme une histoire de la famille des ducs de Saxe, et s’intéresse essentiellement à montrer la légitimité de la Saxe à prendre la succession des Francs dans le royaume de Germanie, insistant sur la culture franque des deux premiers rois Liudolfing (Henri Ier et Otton Ier).
Widukind restant dans son monastère de Corvey n’a qu’une vision partielle de son temps, il omet ainsi la politique italienne d’Otton ainsi que le couronnement impérial de 962, se concentrant sur les expéditions saxonnes de l’autre côté de l’Elbe. Malgré les réserves qu’impose l’œuvre de Widukind, elle reste cependant l’une des sources les plus importantes du Xe siècle.

## Œuvres
- Widukind de Corvey, Trois livres sur l'histoire des Saxons, Rennes, Presses Universitaires de Rennes, 2009.